# Židovský hřbitov ve Studeném
Židovský hřbitov ve Studeném na Benešovsku se nachází v lesíku jihovýchodně od obce. Hřbitov, dříve využívaný židovskou náboženskou obcí v blízkém Křivsoudově, je chráněn jako kulturní památka.
Hřbitov byl založen údajně roku 1700. Kamenná zídka vymezuje prostor o velikosti asi 910 m2. Na hřbitově se nachází asi 60 náhrobků z období od 18. století do roku 1927, z márnice se dochovaly základy. Hřbitov je volně přístupný.
Před vybudováním vodní nádrže Švihov sem byla roku 1974 přenesena část náhrobků ze židovského hřbitova v původních Dolních Kralovicích, které byly zatopeny.